# Ernst Bachrich
Ernst Emanuel Bachrich (geboren 30. Mai 1892 in Wien, Österreich-Ungarn; gestorben 11. Juli 1942 im KZ Majdanek) war ein österreichischer Komponist, Liedbegleiter und Dirigent. 

## Leben
Ernst Bachrich war ein Sohn des Militärbeamten Isador Bachrich und der Julie  Eisler, er war verwandt mit Musikern aus der Familie Bachrich. Er besuchte das Erzherzog-Rainer-Gymnasium und studierte von 1911 bis 1915 Jura an der Universität Wien und wurde promoviert. Daneben besuchte er ab Herbst 1914 musikwissenschaftliche Vorlesungen bei Wilhelm Fischer und Guido Adler. 1916/17 war er Schüler bei Carl Prohaska und Carl Lafite, seit Juni 1916 auch Privatschüler von Arnold Schönberg, und nahm 1918/19 an Schönbergs Kursen in Räumen der Schwarzwaldschule teil. Er wurde Gründungsmitglied des Vereins für musikalische Privataufführungen und übernahm 1919 das Amt des Schriftführers. Bei den Konzerten des Vereins spielte er häufig den Klavierpart.
Ab 1920 arbeitete er an der Volksoper Wien als Korrepetitor und dann auch als Dirigent unter den Intendanten Fritz Stiedry und Felix Weingartner. Er schlug sich freiberuflich durch als Gastdirigent in Wien, so im Theater Ronacher und 1922/23 im Sportklub Hakoah, und dirigierte auch in Linz, in München und Paris. 
1928 trat er eine Stelle als Kapellmeister am Stadttheater Düsseldorf an. Im folgenden Jahr wechselte er an das Vereinigte Stadttheater Duisburg-Bochum, wo er bis Ende August 1932 angestellt war. 
Als Liedbegleiter brachte er 1921 mit Erika Stiedry-Wagner die Zwei Lieder op. 14 von Schönberg zur Uraufführung. Er begleitete Karl Neumann, der Lieder von Erich Wolfgang Korngold und Graedener sang. 1928 spielte er Alban Bergs Klaviersonate op. 1 für eine Radioübertragung der BBC.
Seine Kompositionen wurden wiederholt in Wien aufgeführt und auch im Rundfunk produziert. 1925 brachte Ruzena Herlinger Lieder Bachrichs zur Aufführung. Ebenfalls 1925 wurden seine Drei Gesänge op. 3 bei Doblinger gedruckt. 
Nach der Machtübergabe an die Nationalsozialisten 1933 erhielt er in Deutschland keine Engagements mehr. In Wien ersetzte er 1936 Paul Amadeus Pisk  als Organisator der Konzertreihe „Musik der Gegenwart“ neben Marcel Rubin und Friedrich Wildgans. 
Nach dem Anschluss Österreichs Anfang 1938 erhielt er Berufsverbot. Sein Name fand sich in Hans Brückners in denunziatorischer Absicht erstelltem Buch Judentum und Musik (1938) und 1941 im parteioffiziösen Lexikon der Juden in der Musik (1941). Er musste 1940 seine Wohnung aufgeben und in ein Judenhaus ziehen. Am 15. Mai 1942 wurde Bachrich mit dem Transport 21 von Wien aus in das Ghetto Izbica im besetzten Polen deportiert. Von dort aus wurde er in das KZ Majdanek überstellt, wo er am 11. Juli 1942 ermordet wurde. Seine Mutter starb am 6. September 1942 im Ghetto Theresienstadt.
Erst seit dem Jahr 2000 wurden einige seiner Werke erneut aufgeführt und eingespielt.

## Werke (Auswahl)

### Mit Opuszahl
- Sonate für Klavier op. 1
- Sonate für Violine und Klavier op. 2
- Drei Gesänge für Stimme und Klavier op. 3
- Duo für Violine und Violoncello op. 5
- Portraits, Drei Klavierstücke op. 6
- Psalm und Osterblüte für Gesang und Klavier op. 10
- Sonnenhymne für mittlere Stimme und Klavier op. 11
- Die frühen Verse. Melodram nach Emil Arnold-Holm op. 15
- Variationen über ein Thema von Beethoven für zwei Klaviere zu vier Händen op. 18

### Ohne Opuszahl
- L'Angelus. Bretonische Volksweise für Gesang und Klavier
- Prelude für Klavier
- Der letzte Appell für Männerchor mit Bläserbegleitung